# Fizikalni zakon
Fizikalni zakon ali znanstveni zakon je  teoretična izjava »izpeljana iz določenih dejstev, uporabna na definirano skupino ali razred pojavov in izrazljiva z izjavo, da se določeni pojav vedno pojavi, če so prisotne določeni pogoji.« Fizikalni zakoni so tipično zaključki, ki temeljijo na ponavljajočih se znanstvenih eksperimentih in opazovanjih skozi mnoga leta in jih znanstvena skupnost sprejema univerzalno. Tvorjenje kratkega opisa našega okolja v obliki takšnih zakonov je temeljni cilj znanosti. Vendar teh pogojev vsi avtorji ne uporabljajo na enak način.
Razločevanje med naravnim zakonom v politično-legalnem smislu in naravnim ali fizikalnim zakonom v znanstvenem smislu je sodobno – oba koncepta sta enakovredno izpeljana iz fizisa, starogrške besede starogrško φύσις, teološkega, filozofskega in znanstvenega izraza, v latinščino prevedenega kot natura s pomenom narava.